# Пилинська Марія Михайлівна
Марі́я Миха́йлівна Пили́нська (17 жовтня 1898, Кам'янець-Подільський — 16 грудня 1976, Харків) — українська перекладачка, мовознавиця.

## Життєпис
Закінчила 1913 року Кам'янець-Подільську жіночу гімназію, 1917 року — Київську жіночу учительську семінарію імені Ушинського. Вчителювала у селі Тарасівка (1921), завідувала Кам'янець-Подільським дитячим будинком № 2.
У жовтні 1923 року з чоловіком Іваном Дніпровським переїхала до Харкова. Працювала перекладачкою РАТАУ. У 1943—1946 роках — літературний редактор газети «Соціалістична Харківщина», у 1956—1965 роках — відповідальний секретар журналу «Прапор».
Перекладала з російської на українську мову твори Максима Горького, Бориса Горбатова, Іллі Ільфа та Євгена Петрова, Олександра Серафимовича, Дмитра Фурманова та ін.
З Іваном Вирганом уклала «Російсько-український словник сталих виразів [Архівовано 7 серпня 2009 у Wayback Machine.]», частини якого вперше з'явилися в харківському журналі «Прапор». Проте повністю словник виданий лише 2000 року (за Національною програмою соціально значущих видань).